# シボ加工
シボ加工（シボかこう）とは、表面処理のひとつで、物理的にシワ模様（シボ）をつけることである。

## 概要
皮革製品の表面のシワ模様を「皺（しぼ）」と呼び、皮革業界では革にシワを付けることを「皺を付ける」という。 繊維業界では、ちりめんを揉んだり絞ったりしてシワを付けることを「シボ付け」と呼び、ちりめんやジョーゼット、クレープなどを「シボ織物」と呼ぶ。ここから派生して、プラスチックや金属などを成形またはプレス加工する際に金型（鋳型・プレス型）の表面を鏡面仕上げではなく細かい模様（凹凸）をつけ成形品にその模様を転写する加工を「シボ加工」、その模様を「シボ」と呼ぶようになった。
金型の表面をシボ加工する際はエッチングによる化学処理やサンドブラスト、鏡面仕上げにしない研磨処理などの物理処理によって模様を作る。
シボ加工をすることにより、高級感を出し見た目を変えるだけではなく、さわり心地・滑り防止、汚れ（指紋）や傷を目立たなくする等の効果の他に、成形加工時に生じるウェルドラインやヒケを目立たなくし、離型（金型から製品の取出し）が容易になるなど生産性にも寄与する。

## 模様の種類

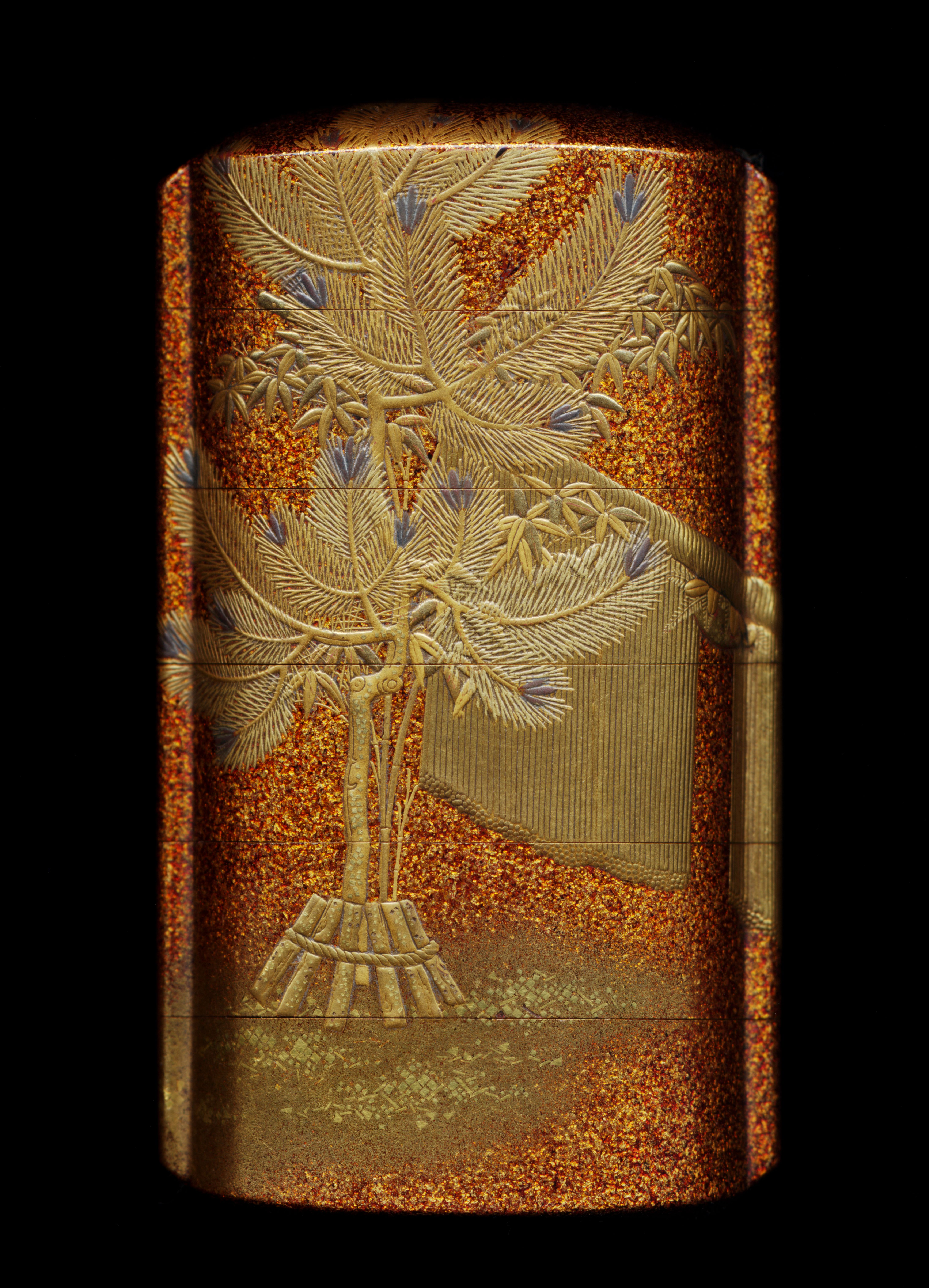
印籠（素地が蒔絵の梨地仕上げ）

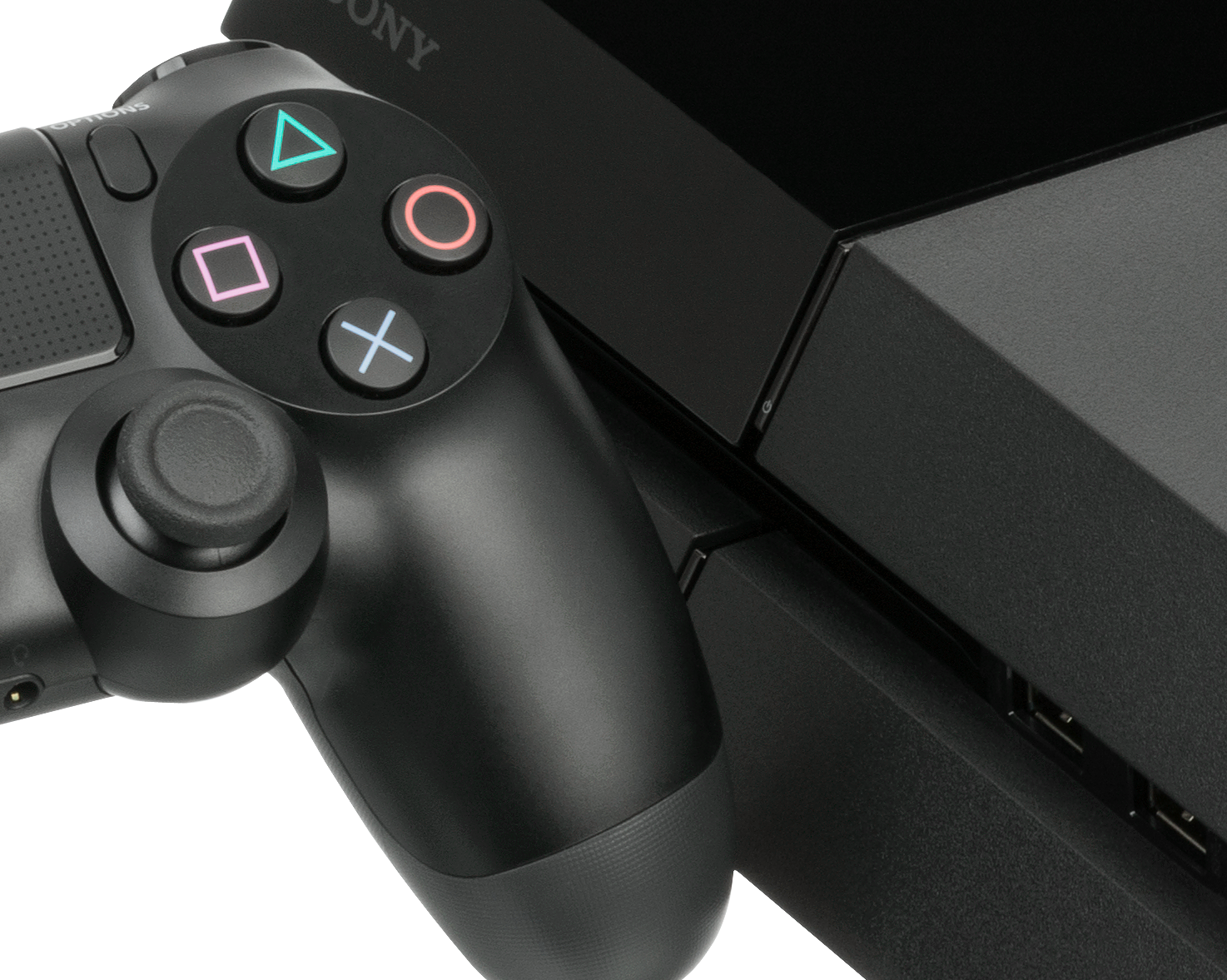
家電（ゲーム機）の筐体本体（右）と入力機器（左）
本体の上側は鏡面仕上げ、入力機器の下部は布目、その他の面は細かさやパターンの異なった梨地である。

模様には皮革（ウロコ）、梨地（なしじ）、木目、岩目、砂目、布目・絹目（布地模様）、幾何学模様などがある。 

### 梨地
梨子地とも。梨地とは梨の表面のようにザラザラした状態をいい、伝統工芸では織物や蒔絵の加工の一つである。
現在では金属やプラスチック等の表面の処理にシボ加工で梨地が広く使われている。サンドブラストでも手触りや遠目には似ているが、基本的な違いは梨地は凸であり、サンドブラスト仕上げの場合は凹である。またプラスチック成形品などの梨地はよく見ると規則性があり模様は連続しているが、サンドブラストではランダムな模様になる。
ガラスやビニールシートの表面にも梨地という凸凹処理がある。

### ヘアライン仕上げ
筋目、シルクラインとも。表面に平行な細い線が入るように処理すること。紙やすりなどで一定方向に研磨した時に出来る模様である。HLと略記されることもある。

### 類似した表面加工
つや消し
塗装などで使われるつや消し塗料は、その中に大粒の顔料を含んでおり、塗装後の表面が梨の皮のようにデコボコになる。
その他塗料を使わないマット仕上げ・艶消しと呼ばれるものもある。例えば布地のような凸凹をつけた印画紙は絹目と呼ばれ、その上に画像処理したものはマット仕上げと呼ばれる。押し出し成型されたアルミ材料へのマット仕上げ。
すりガラス（曇りガラス）・型ガラス
すりガラスはサンドブラストで物理的に傷をつけたりフッ化水素酸で溶かしたもの、型ガラスは型で模様を転写したもの。